# Фуркасовский переулок
Фуркасовский переулок (ранее Ивановский переулок, Казённая улица) — переулок в Центральном административном округе города Москвы. Проходит от Большой Лубянки до Мясницкой улицы. Нумерация домов ведётся от Большой Лубянки.

## Описание
Фуркасовский переулок идёт с северо-запада на юго-восток. Приблизительно посредине переулка от него начинается улица Малая Лубянка. Недалеко от начала переулка располагается один из выходов станции метро Лубянка. Общественный транспорт по переулку не ходит. Его первая половина от Большой до Малой Лубянки закрыта для проезда.

## Происхождение названия
В середине XVIII века в переулке располагался дом французского портного Пьера Фуркасе, по фамилии которого переулок стал в дальнейшем называться.

## История
Переулок, соединяющий две старые московские улицы, возник довольно давно. В XVII веке он назывался Ивановским по имени церкви Иоанна Предтечи, находившейся на углу с Малой Лубянкой и снесённой в 1931 году при расширении здания ОГПУ. В начале XVIII века назывался Казённой улицей. Это имя переулок получил, также как и соседний Милютинский переулок (Казённый переулок) по «казённому дому», складу Семёновского полка. В XVIII веке в квартале между Большой Лубянкой и Мясницкой поселилось большое количество представителей французской диаспоры, по имени одного из них, портного Фуркасе переулок получил новое название, сохранившееся до сих пор.
В XIX веке переулок был застроен небольшими купеческими домами (в частности, здесь находился отчий дом Рубена Николаевича Симонова). Коренное изменение внешнего облика Фуркасовского переулка произошло в 30-х годах XX века, когда большая часть строений была сломана, а на их месте построены здания, главным образом принадлежащие НКВД.

## Примечательные здания и сооружения
По нечётной стороне:
- № 1 — он же дом № 12 по Большой Лубянке. Здание построено в 1931 году архитектором И. А. Фоминым (при участии А. Я. Лангмана) как жилой дом спортивного общества Динамо, впоследствии перешло к НКВД-ГПУ, за исключением первого этажа, где располагался известный гастроном № 40. Ныне здание принадлежит ФСБ, на первом этаже — сохранивший своё название «гастроном Центральный», в данный момент принадлежащий сети Spar.
- № 3 — здание постройки конца XIX века, первоначально жилое. В 1940—1960-х годах здесь жил советский микробиолог и эпидемиолог В. Д. Тимаков[2]. Ныне здание занимает Роспотребнадзор (ранее — СЭС). Ранее было основным по ЦАО, теперь приём документов от заявителей и выдача производится в здании, более удалённом от метро (Улица 1905 года).
- Нечётную сторону переулка завершает усадьба Черткова (№ 7 по Мясницкой улице).

По чётной стороне:
- № 2 — Здание Наркомвнудела (1932—1933, архитектор А. Я. Лангман, совместно с И. Г. Безруковым), ныне — корпус комплекса зданий ФСБ РФ

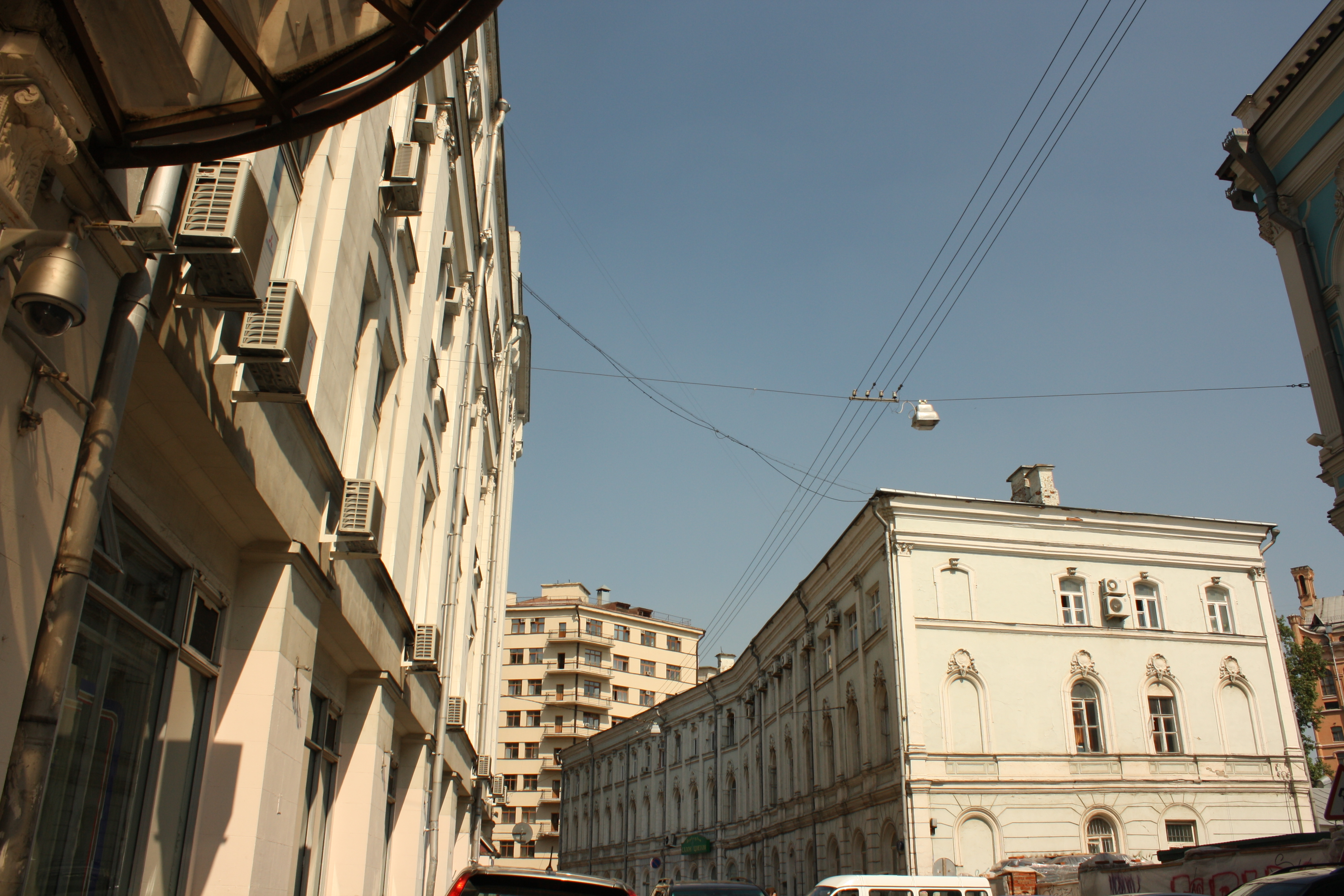
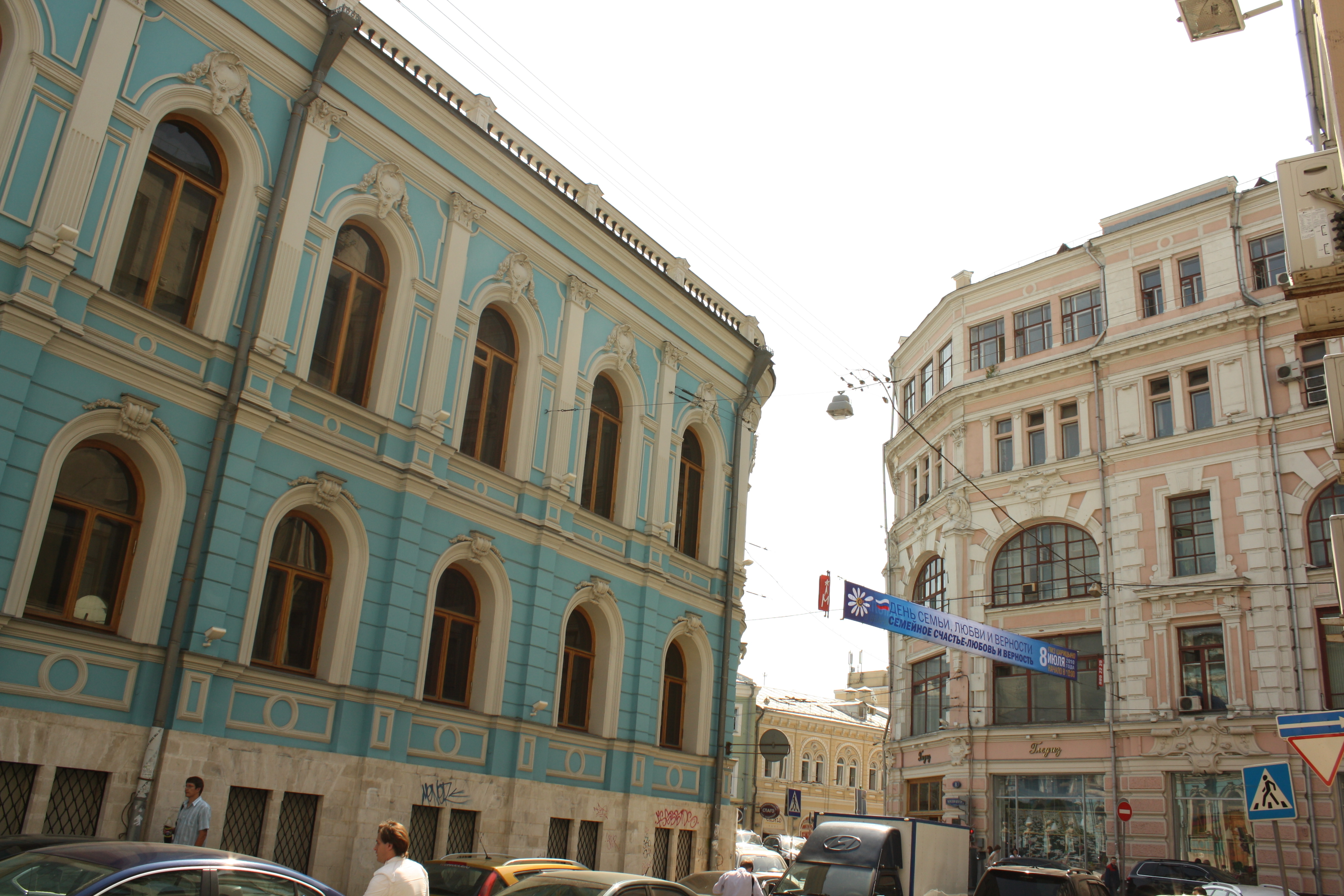